# Grammatisation
La grammatisation est un concept développé dans la linguistique et l'épistémologie françaises, à partir de 1985. À l'origine, il concerne le lien entre les techniques du langage, la culture et la politique. 
Il en vient ensuite à être généralisé, au-delà de la linguistique, pour devenir un concept épistémologique applicable à toute sorte de traitement symbolique que l'on souhaite automatiser. 
Trois auteurs marquent son élaboration : les  linguistes Renée Balibar et  Sylvain Auroux, puis le philosophe Bernard Stiegler.

## Origines et évolutions du concept

### Apparition du terme
Renée Balibar forge le terme "grammatisation" pour désigner le processus par lequel on fait apprendre la grammaire à un individu. Balibar a une perspective à la croisée de l'histoire, du droit, de la linguistique et de la critique littéraire. Selon elle, deux notions sont fondamentales dans un "ordre démocratique qui surmonte l'incompatibilité des parlers" : le colinguisme et la grammatisation. 
Le colinguisme désigne les contacts entre les langues qui permettent la circulation des savoirs, et la grammatisation l'apprentissage de la langue au travers des grammaires et des dictionnaires. 

### La grammatisation chez Auroux
Pour, Sylvain Auroux la grammatisation est le deuxième stade d'évolution des techniques appliquées au langage. 
Le premier a correspondu à l'écriture, le deuxième à la normalisation au travers de l'apparition de la grammaire et des dictionnaires (la grammatisation), et la troisième à l'automatisation avec la linguistique informatique.

### La grammatisation chez Stiegler
Le philosophe Bernard Stiegler détourne le concept de grammatisation tel qu'il le découvre chez Auroux. Il l'utilise pour désigner la discrétisation d'un appareil symbolique en unités reproductibles, au-delà du langage, jusqu'aux gestes et aux comportements. Il appelle les unités produites, des "grammes". Pour lui, "grammatiser, c'est discrédiser en vue de reproduire". Il définit trois types de discrétisations : littérale, analogique et numérique. Elles n'ont pas les mêmes effets sur la connaissance ni sur la société.

### Grammatisation et mondialatinisation
La mondialatinisation est un concept développé par le philosophe Jacques Derrida, notamment dans son ouvrage Foi et savoir, paru aux Editions du Seuil en 1996. 
La mondialatinisation souligne l'influence de l'héritage européen et chrétien dans le processus de mondialisation : la colonisation et l'impérialisme sont aussi des processus linguistiques. 
Bernard Stiegler établit le lien entre la grammatisation et la mondialatinisation : une "projection grammaticale" qui "a permis à l'occident [...] d'assurer sa domination sur les esprits en contrôlant leurs symboles".